# گستاخ
گستاخ (به هندی: Chhichhore) فیلمی هندی در ژانر کمدی درام محصول ۲۰۱۹ به کارگردانی و نویسندگی نیتیش تیواری است که تحت فاکس استار استودیوز و نادیادوالا به زبان هندی منتشر شد. در این فیلم نقش‌های اصلی را سوشانت سینگ راجپوت و شرادها کاپور بازی می‌کند. فیلم‌برداری اصلی در سپتامبر ۲۰۱۸ آغاز شد.
فیلم به طور همزمان در سال ۲۰۱۹ و ۱۹۹۰ در جریان است.

## گیشه
این فیلم به خاطر تصویربرداری از زندگی خوابگاه‌ها در کالج‌های هند از نظر تجاری موفقیت‌آمیز اعلام شد. بیش از ۲۱۵ میلیون دلار در سراسر جهان فروش داشت و مورد تحسین قرار گرفت و نقدهای مثبتی دریافت کرد.

## خلاصه داستان
آنی پاتاک (سوشانت سینگ راجپوت) مردی میانسال و مطلقه‌ای که شب اعلام نتایج با هدیه بطری شامپاین پیش پسرش می‌رود و به او قول می‌دهد فردا جشن قبولی را باهم بگیرند. راگو آرزوی ثبت‌نام در دانشگاه ملی فناوری را دارد و به همین دلیل استرس نتایج را گرفته و با این حرف پدرش فشار بر روی او بیشتر می‌شود. فردا صبح با دوستش نتایج را چک می‌کند و می‌بیند که قبول نشده و واجد شرایط نیست. از ترس اینکه دیگران بازنده خطابش بکنند اقدام به خودکشی می‌کند و از تراس به پایین می‌پرد؛ اما زنده می‌ماند و در شرایط وخیم جسمی قرار می‌گیرد. آنی فوری به بیمارستان می‌رود تا مایا (شرادا کاپور) را دلداری بدهد؛ اما با سرزنش‌های مایا رو به رو می‌شود و در همین بین دکتر به آنها اطلاع می‌دهد که وضعیت پسرشان وخیم است و امیدی به زندگی ندارد. آنی متوجه دلیل خودکشی پسرش می‌شود و به او از دوران دانشجویی‌اش تعریف می‌کند زمانی که خودش نیز یک بازنده بود. در سال ۱۹۹۰...

## تولید
این فیلم براساس تجربه شخصی نیتیش از خوابگاه دانشگاهی‌اش به عنوان دانشجو رشته مهندسی متالورژی است. شخصیت‌های فیلم از دوستان سال آخری و خودش به عنوان شخصیت اصلی الهام گرفته شده و بقیه به صورت تجربه‌های بقیه نویسنده‌ها است ولی به طور کامل فیلم ماهیت زندگینامه‌ای ندارد.

## جوایز و نامزدها
| تاریخ برگزاری مراسم | جوایز         | رده                           | Recipient(s)                                 | نتیجه    | منبع.       |
| ------------------- | ------------- | ----------------------------- | -------------------------------------------- | -------- | ----------- |
| 15 February 2020    | جایزه فیلم‌فیر | جایزه فیلم‌فیر بهترین فیلم     | Nadiadwala Grandson Entertainment            | نامزدشده | [ ۷ ] [ ۸ ] |
| 15 February 2020    | جایزه فیلم‌فیر | جایزه فیلم‌فیر بهترین کارگردان | نیتش تیواری                                  | نامزدشده | [ ۷ ] [ ۸ ] |
| 15 February 2020    | جایزه فیلم‌فیر | Best Story                    | Nitesh Tiwari, Piyush Gupta, Nikhil Mehrotra | نامزدشده | [ ۷ ] [ ۸ ] |
| 15 February 2020    | جایزه فیلم‌فیر | Best Dialogue                 | Nitesh Tiwari, Piyush Gupta, Nikhil Mehrotra | نامزدشده | [ ۷ ] [ ۸ ] |
| 15 February 2020    | جایزه فیلم‌فیر | Best Editing                  | Charu Shree Roy                              | نامزدشده | [ ۷ ] [ ۸ ] |